# Włodowice (Silezië)
Włodowice is een dorp in het Poolse woiwodschap Silezië, in het district Zawierciański. De plaats maakt deel uit van de gemeente Włodowice en telt 1200 inwoners.